# Тараклія (Каушенський район)
Тараклія (рум. Taraclia) — село в Молдові в Каушенському районі. Утворює окрему комуну.